# Cine Azteca

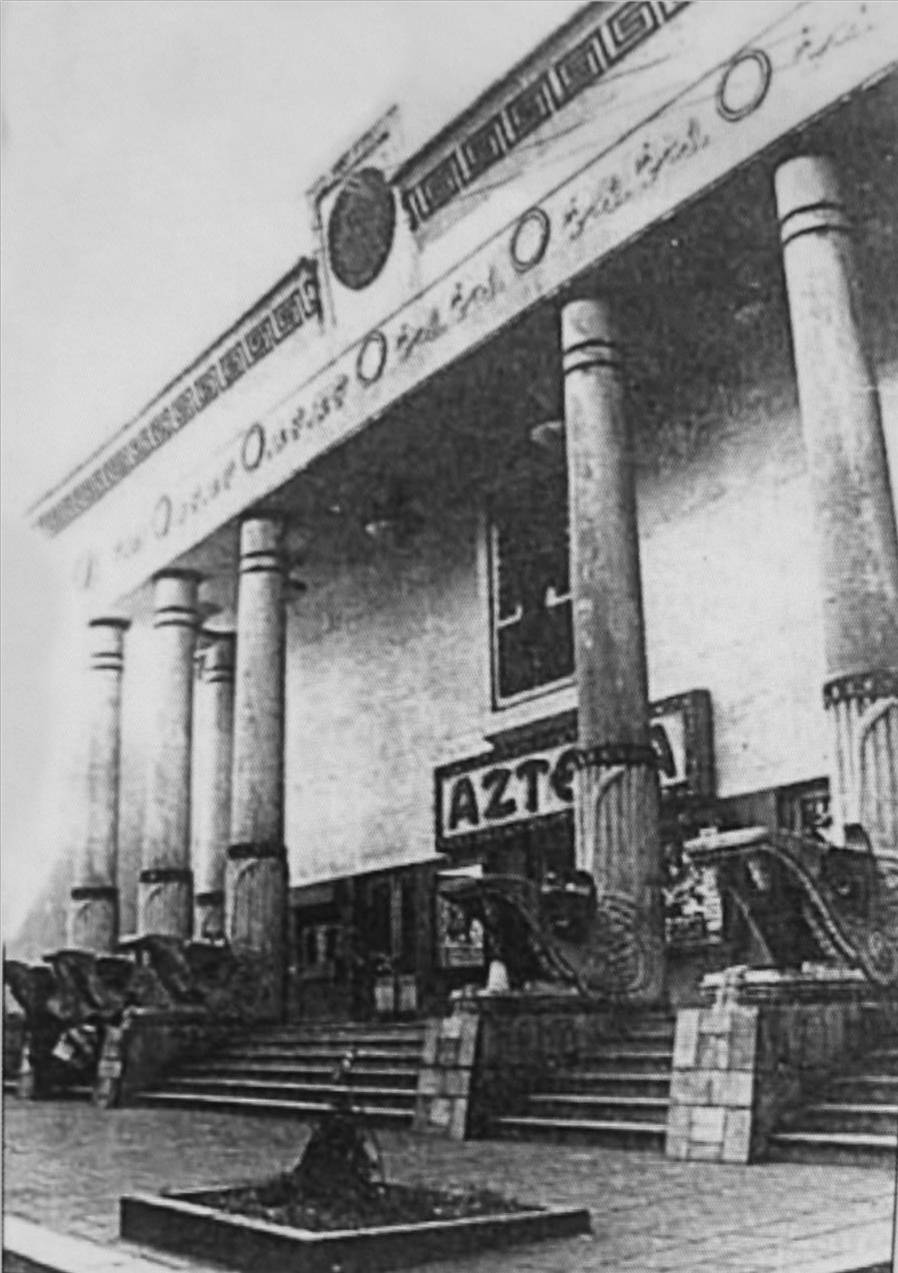
Antiga foto do Cine Azteca

O Cine Azteca foi uma sala de cinema que existiu na cidade do Rio de Janeiro, no Brasil.
Localizava-se à Rua do Catete 228, no bairro do Catete.
Foi erguido pelo grupo mexicano que abriu a Distribuidora Pelmex. Os elementos decorativos importados imitavam um templo pré-colombiano. A sala era de grandes dimensões, comportando 1.780 lugares.
A sala funcionou de 12 de outubro de 1951 a 12 de maio de 1973. No mesmo ano do fechamento do cinema, o seu edifício foi demolido  dando lugar a um moderno prédio comercial: o "Galeria Catete 228".